# Louisiana State Penitentiary

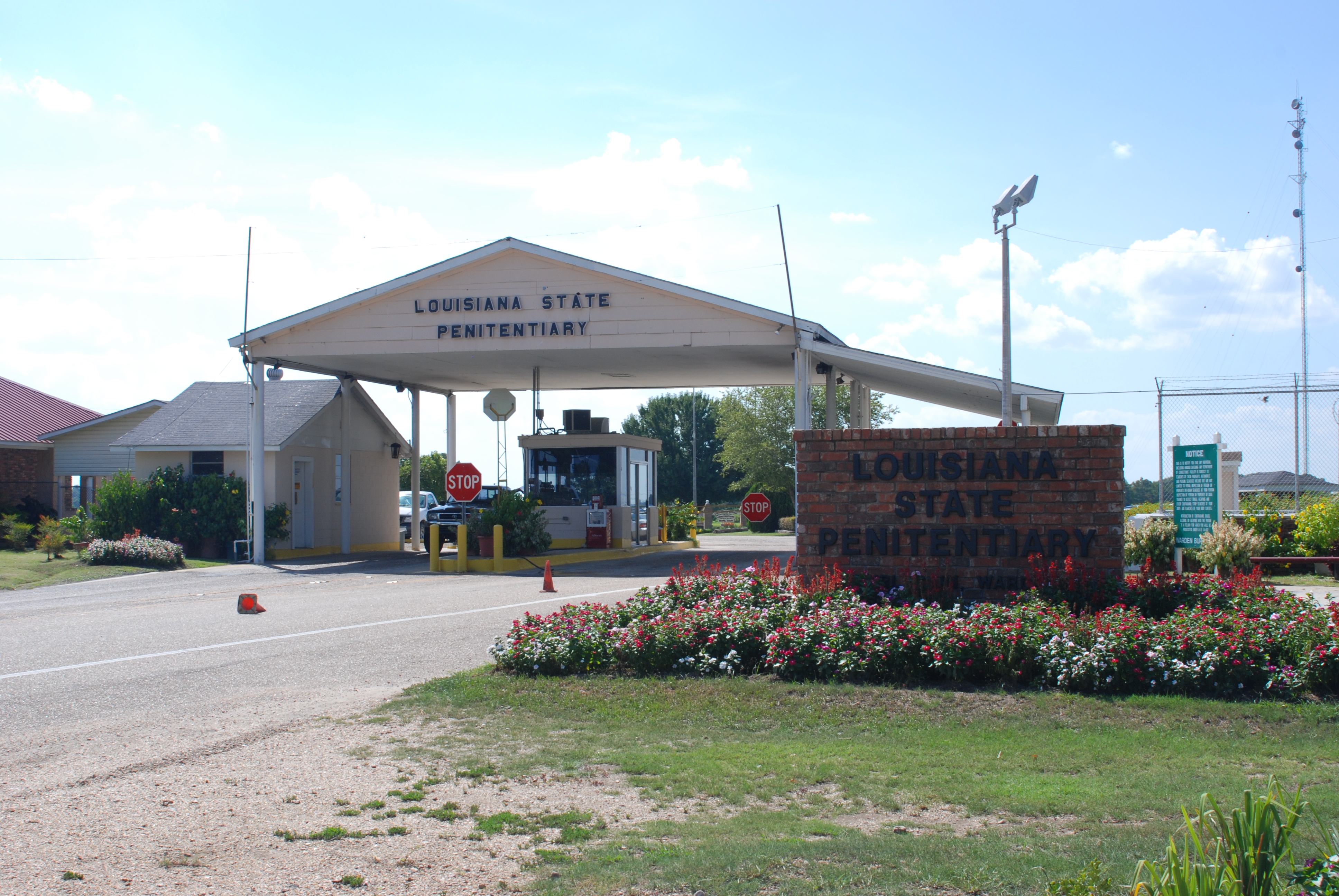
Einfahrt des Louisiana State Penitentiary

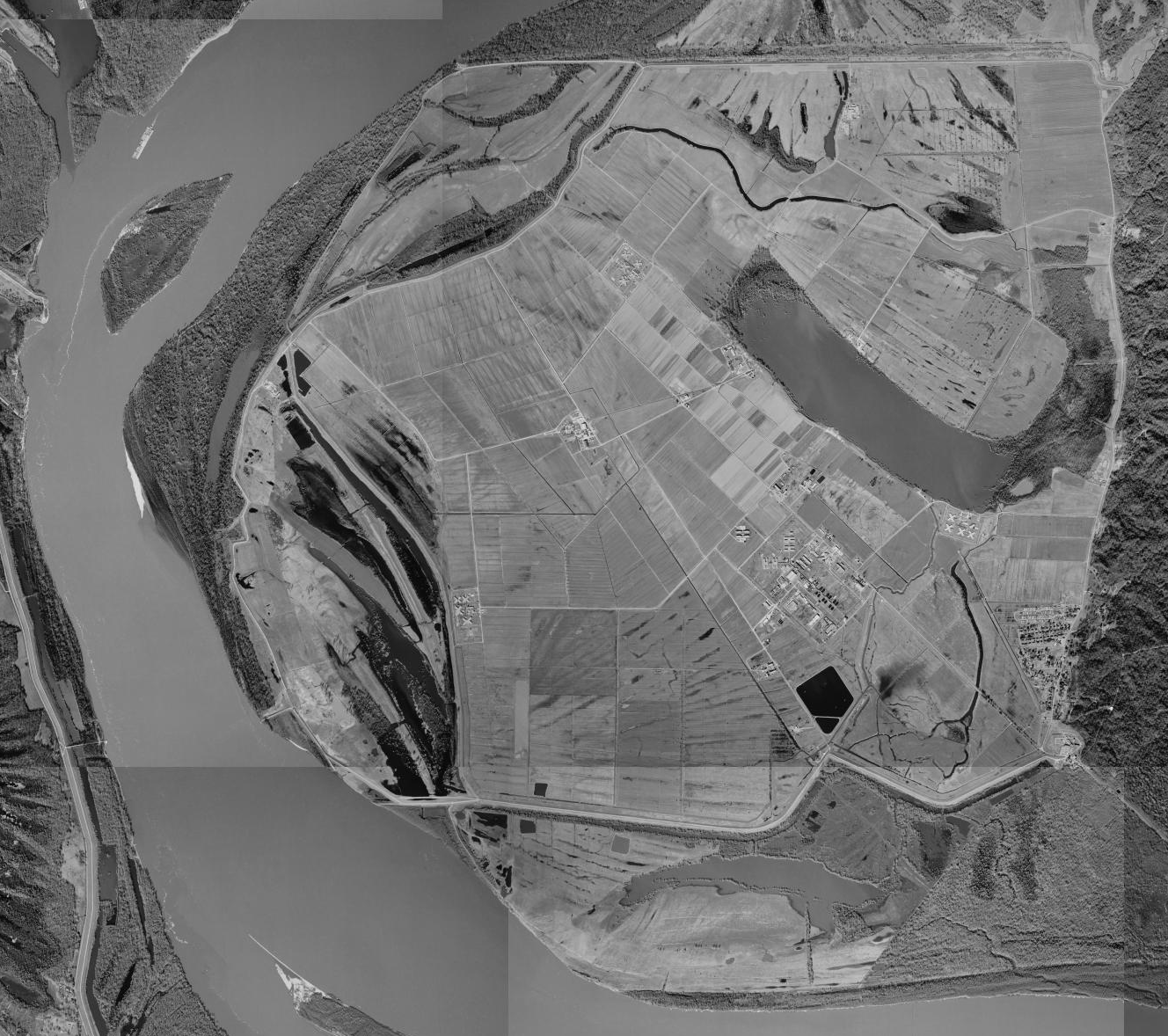
Luftbild des Komplexes von 1998 (annotiert)

Das Louisiana State Penitentiary (auch bekannt als „The Farm“ oder „Angola“) ist ein Gefängnis im US-Bundesstaat Louisiana. Es ist mit mehr als 5000 Insassen und über 1800 Angestellten das größte Hochsicherheitsgefängnis der USA.
Die Haftanstalt liegt auf einem 73 km² großen Gelände im West Feliciana Parish nahe der Grenze zu Mississippi und ist an drei Seiten vom Mississippi River umgeben. Das Gefängnis befindet sich auf dem Gelände einer ehemaligen Sklaven-Plantage. Die Plantage wurde nach dem Heimatland der Sklaven Angola genannt.
Verschiedene Filme wie Dead Man Walking oder Monster’s Ball wurden teilweise hier gedreht. Für den Dokumentarfilm Die Farm wurden sechs Häftlinge der Anstalt mit der Kamera begleitet. 1999 wurde der Kurzdokumentarfilm The Wildest Show in the South: The Angola Prison Rodeo über das in dem Gefängnis stattfindende Rodeo veröffentlicht.